# Ludwig von Nagel

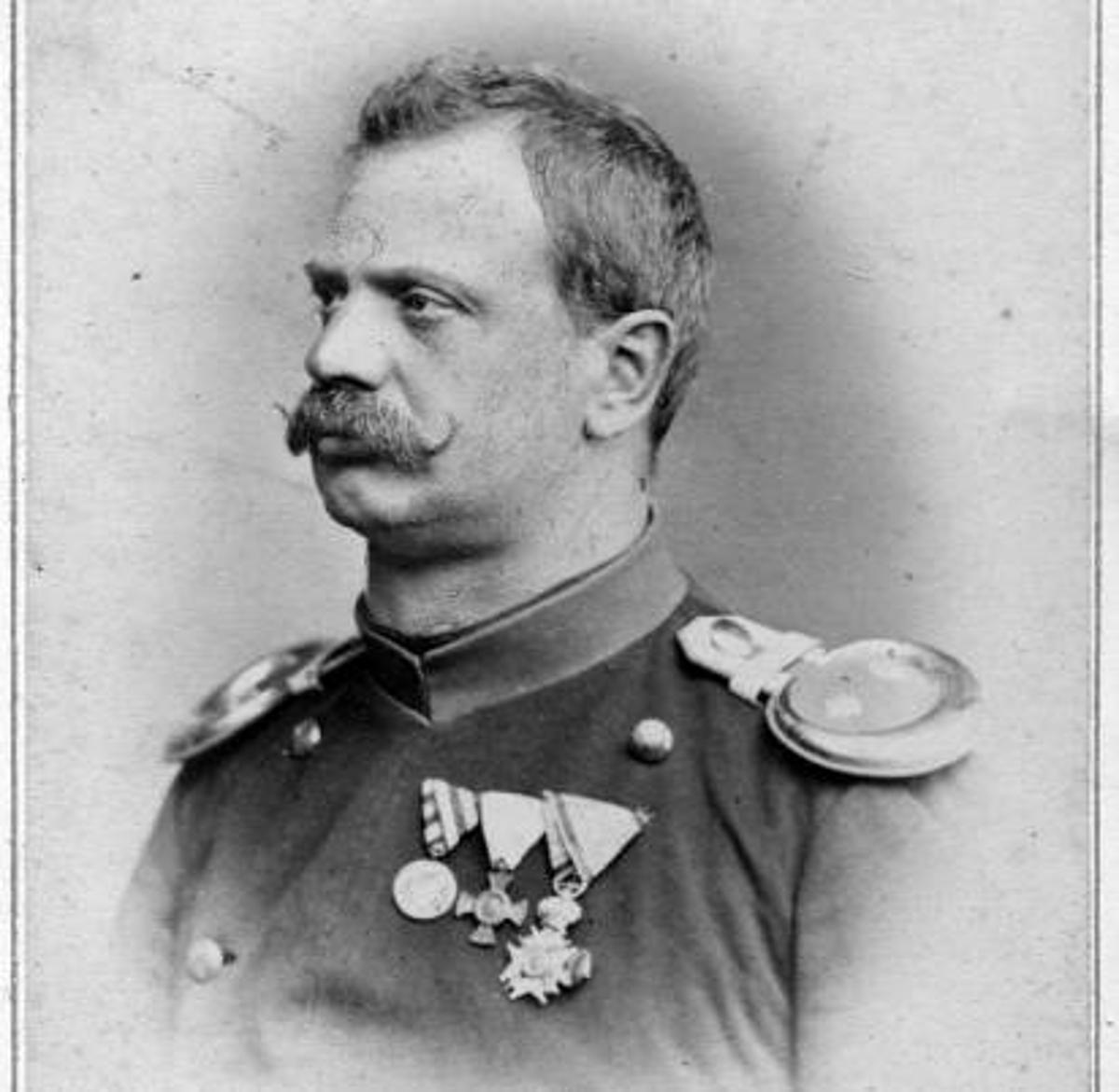
Ludwig von Nagel in Offiziersuniform um 1870

Ludwig von Nagel (zu Aichberg) (* 29. März 1836 in Weilheim; † 8. September 1899 in Krailling) war ein deutscher Pferdemaler, Karikaturist und Gründer der Künstlervereinigung Niederlandt.

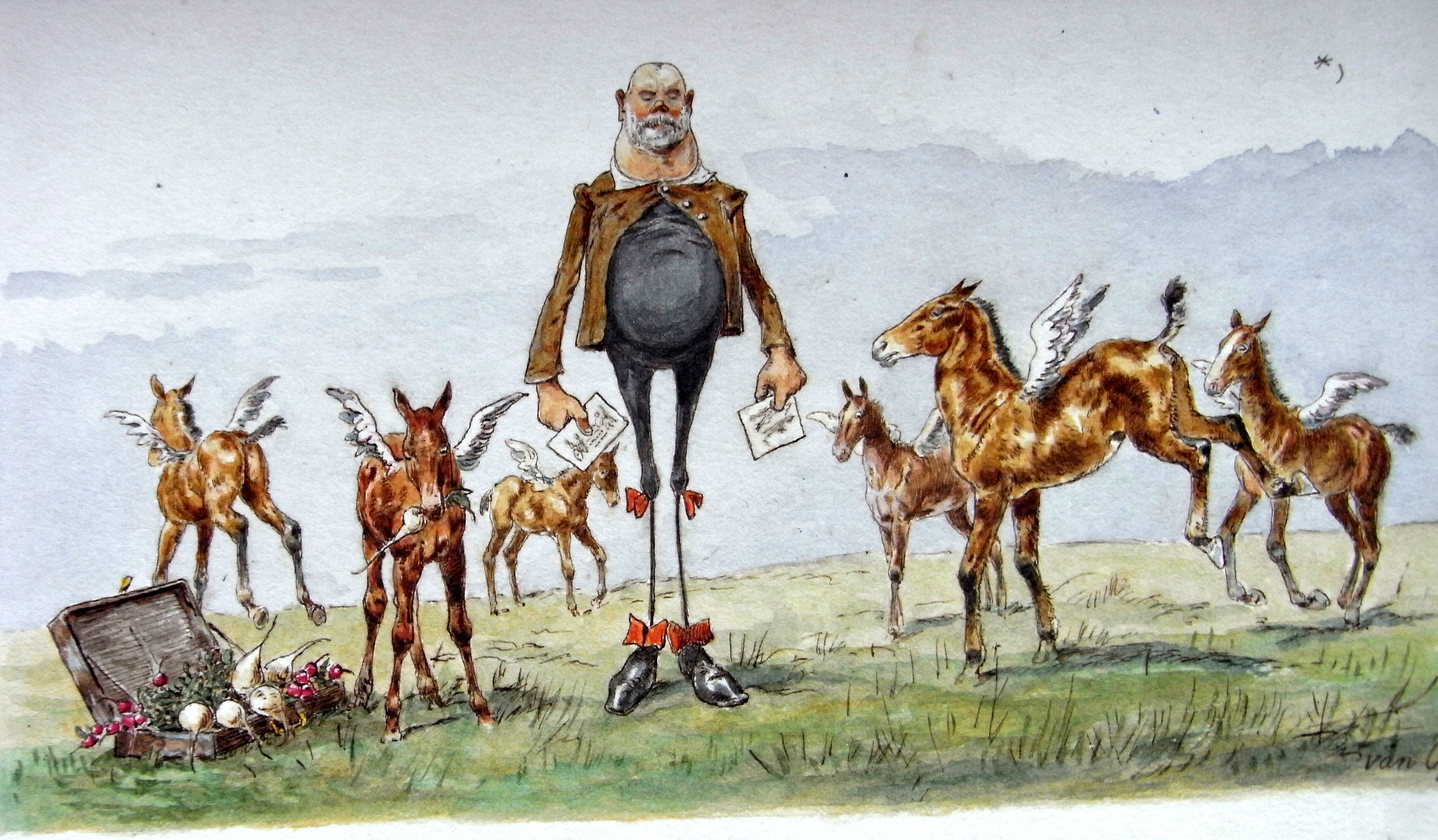
Ludwig von Nagel, wie er sich selbst als Adrian van Os sieht.

Seine Eltern waren die Apothekertochter Johanna Klieber und der kgl.-bayr. Landgerichtsassessor Anton Wilhelm von Nagel. Nach dem Besuch der Schule in Regensburg und Amberg trat er 1852 als Kadett in die Bayerische Armee ein. Seine militärische Laufbahn beendete er 1877 aus gesundheitlichen Gründen im Range eine Majors. Nagel war bereits als Schüler ein begabter Autodidakt, insbesondere bei Karikaturen. Während seiner Militärzeit profilierte sich Nagel außerdem als Pferdemaler. Er war Mitarbeiter der Fliegenden Blätter und des Münchener Bilderbogens.

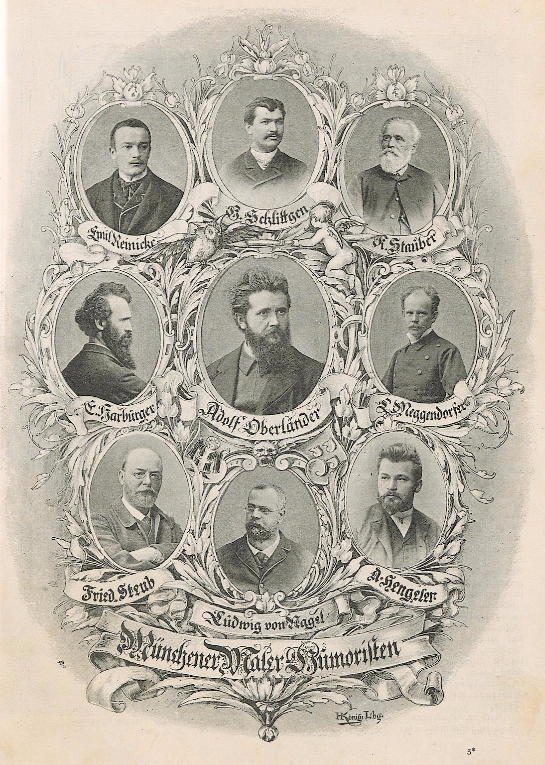
Die Münchner Maler-Humoristen um Ludwig von Nagel, 1890

Inspiriert von den Ritterbünden der Romantik gründete Nagel in Bayreuth die Künstlervereinigung „Mahlkasten“ als erste von weiteren Künstlervereinigungen, die unter dem Namen Allniederlandt zusammengefasst sind. Direktes Vorbild für Sprache und Kleidung war die Antwerpener Lukasgilde. Als Mitglied der Künstlervereinigung trug er den Künstlernamen Adrian van Os (Oos).